# Patriot Sejdiu
Patriot Sejdiu, né le 5 mai 2000 à Pristina au Kosovo, est un footballeur kosovar, qui évolue au poste d'ailier droit au NAC Breda.

## Biographie

### En club
Né à Pristina, au Kosovo, Patriot Sejdiu est formé en Suède. Il commence le football au Hörby FF (en) puis joue au Södra Rörum avant de rejoindre le centre de formation du Malmö FF. Lors de la saison 2019 il remporte trois titres avec l'équipe U19 du club et le 8 janvier 2020 il signe son premier contrat avec le Malmö FF,.
Le 30 janvier 2020 il est prêté au Dalkurd FF pour une saison, soit jusqu'en décembre 2020. Il joue son premier match en professionnel avec ce club le 16 juin 2020, lors de la première journée de la saison 2020, face à l'Akropolis IF. Il entre en jeu et les deux équipes se neutralisent (0-0 score final). La progression du jeune ailier kosovar est toutefois freinée avec une grave blessure en octobre 2020. Victime d'une rupture du ligament croisé, son indisponibilité est estimée à sept à huit mois.
Il est de retour à Malmö à la fin de son prêt, et Sejdiu joue son premier match de Ligue des champions le 5 juillet 2022, lors d'une rencontre de tour préliminaire face au Víkingur Reykjavik. Il entre en jeu à la place d'Ola Toivonen et son équipe l'emporte sur le score de trois buts à deux.
Le 22 juillet 2022, Sejdiu se fait remarquer en réalisant le premier doublé de sa carrière contre l'IK Sirius, en championnat. Il contribue ainsi à la victoire de son équipe par trois buts à un,. Le 3 octobre 2022, Sejdiu prolonge son contrat avec Malmö jusqu'en juillet 2027.
Le 10 août 2023, Patriot Sejdiu est prêté pour une saison au NAC Breda, aux Pays-Bas. Le club dispose d'une option d'achat sur le joueur.

### En sélection
Patriot Sejdiu joue son premier match avec l'équipe du Kosovo espoirs le 11 octobre 2018 face à la Slovénie. Il est titularisé et les deux équipes se neutralisent (0-0 score final).